# Voetbalkampioenschap van Harz 1913/14
In 1913/14 werd het zesde voetbalkampioenschap van Harz gespeeld, dat georganiseerd werd door de Midden-Duitse voetbalbond. 
FC Germania Halberstadt werd kampioen en plaatste zich zo voor de Midden-Duitse eindronde, waar de verloor van FC 02 Cöthen. 

## 1. Klasse
| Plaats | Club                        | Wed. | W | G | V  | Saldo | Ptn.  |
| ------ | --------------------------- | ---- | - | - | -- | ----- | ----- |
| 1.     | FC Germania Halberstadt     | 11   | 9 | 1 | 1  |       | 19:03 |
| 2.     | FC Preußen 1909 Halberstadt | 12   | 8 | 0 | 4  |       | 16:08 |
| 3.     | FC Askania Aschersleben     | 12   | 7 | 1 | 4  |       | 15:09 |
| 4.     | FC Britannia Aschersleben   | 10   | 3 | 4 | 3  |       | 10:10 |
| 5.     | FC Burgund 09 Halberstadt   | 12   | 4 | 1 | 7  |       | 09:15 |
| 6.     | SC 1910 Halberstadt         | 11   | 3 | 1 | 7  |       | 07:15 |
| 7.     | SpVgg 1908 Aschersleben     | 12   | 2 | 0 | 10 |       | 04:20 |

SpVgg Aschersleben trok zich tijdens het seizoen terug, verdere wedstrijden werden als een nederlaag geteld. 
|  | Kampioen, geplaatst voor Midden-Duitse eindronde |
|  | Trok zich terug na dit seizoen                   |